# تينيور
تينيور (بالفرنسية: Teneur)‏ هي بلدية تقع في إقليم باد كاليه من منطقة نور با دو كاليه في شمال فرنسا. تبلغ مساحة هذه المدينة 6.85 (كم²)، وترتفع عن سطح البحر 56 م، يبلغ عدد سكانها 281 نسمة حسب إحصاء المعهد الوطني للإحصاء والدراسات الاقتصادية سنة 2009 م. وترأس Xavier De-Lamine البلدية خلال فترة (2008-2014).